# Mravlja (priimek)
Mravlja je priimek več znanih Slovencev:
- Anže Mravlja (*1987), alpski smučar
- Ciril Mravlja (1912 —1996), prvoborec, gospodarstvenik
- Lenart Mravlja (sredina 16. stol.—1605), tiskar
- Nejc Mravlja, športni komentator, humorist...